# Božidar Pankretić

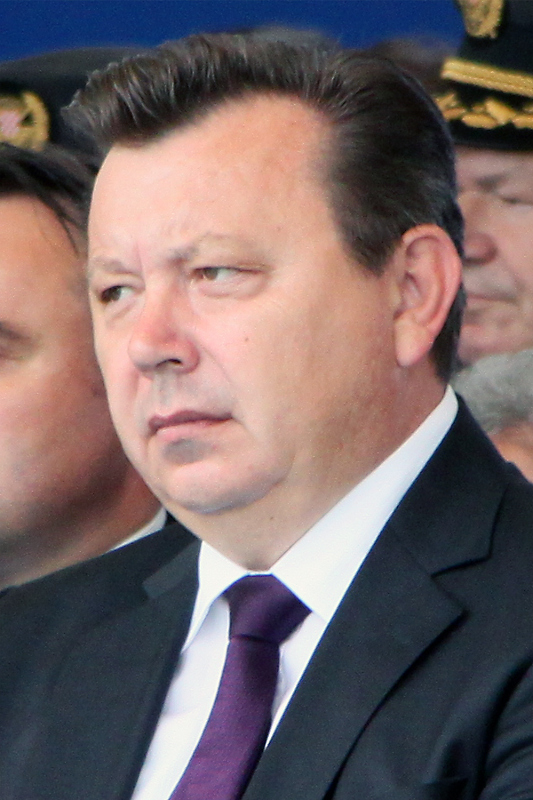
Božidar Pankretić (2011)

Božidar Pankretić (* 9. November 1964 in Gaj bei Vrbovec) ist der aktuelle Minister für Regionalentwicklung, Forstwirtschaft und Wasserversorgung in Kroatien. Er ist Vizepräsident der Partei HSS und Stellvertretender Premierminister von Kroatien.

## Privates
Er ist verheiratet und hat zwei Töchter.

## Bildung
Er ging in Dijaneš bis zur vierten Klasse in die Grundschule und beendete diese in Vrbovec. Dort schloss er an einer weiterführenden Schule von 1972 bis 1982 eine kaufmännische Ausbildung ab. An der Universität Zagreb studierte er Agrarwirtschaft und schloss das Studium 1988 als Diplom-Agraringenieur ab und machte er seinen Magister (mr. sc.).

## Karriere
Als Stellvertretender Leiter des Einkaufs arbeitete von 1988 bis 1996 bei PIK Vrbovec.
1996 wurde er zum stellvertretenden Präfekt der Gespanschaft Zagreb gewählt.